# 康斯坦丁·伊瓦先科
康斯坦丁·弗拉基米罗维奇·伊瓦先科（羅馬化：Konstantin Vladimirovich Ivashchenko；1963年10月3日—），烏克蘭亲俄合作者。親俄政黨反对派平台－为了生活的黨員。2022年4月4日，他被俄羅斯傀儡政權頓涅茨克人民共和國任命為馬里烏波爾代理市長。

## 生平
伊瓦先科出生於日丹諾夫（今馬里烏波爾）。1985年畢業於萨拉托夫导弹部队高级军事指挥和工程学院並取得工程學學位。1992年起在亞速機械（Azovmash）工作。他是馬里烏波爾摔跤協會的負責人，一直以親俄觀點著稱，認為烏克蘭應該放棄臨時被佔領土。
2010年以地区党黨員身份當選為馬里烏波爾市議會議員。2015年，以我們的土地黨黨員身份競選市議會議員。2016年起，任馬里烏波爾市議會執行委員會委員。2018年至2019年，任纳什党在馬里烏波爾分支的負責人。2022年，以反对派平台－为了生活黨員身份再次當選馬里烏波爾市議會議員。
2022年俄罗斯入侵乌克兰期间，立场亲俄的伊瓦先科选择离开乌克兰政府，并积极投靠俄罗斯当局。2022年4月6日，他被頓涅茨克人民共和國領導人杰尼斯·普希林任命為馬里烏波爾代理市長。4月9日，烏克蘭頓涅茨克州檢察官辦公室缺席宣佈他涉嫌犯下叛國罪。。
2023年1月23日，伊瓦先科被解职，由奥列格·莫尔贡接任。